# 슬라브족
슬라브족(영어: Slavs) 또는 슬라브인(영어: Slavic people)은 슬라브어파 언어를 쓰는 인도유럽어족 계열의 인도유럽인 민족들을 일컫는 말이다. 주로 동유럽에 거주하는 동슬라브족, 중앙유럽에 거주하는 서슬라브족, 남유럽에 거주하는 남슬라브족으로 구분된다.

## 어원
고대 슬라브족은 스스로를 *slověninъ으로 불렀으며 이는 말, 낱말이라는 뜻을 가진 원시 슬라브어 *slovo에서 유래한 것으로 보인다. 이는 고대에 슬라브족 부족들이 주로 게르만족 부족들을 가리켜 슬라브어를 말하지 못한다는 의미에서 *němьcь(말하지 않는 자)라고 지칭한 것과 대비시켜 서로를 "말하는 자"로 표현했기 때문이다.
이후 라틴어와 헬라어에서 슬라브족을 부르던 sclavus와 Σκλάβος는 노예를 뜻하는 일반명사로 굳어졌고, 이 단어는 프랑스어를 거쳐 영어에서 노예를 뜻하는 slave라는 어휘로 이어진다. 이는 슬라브족이 종종 전쟁 포로가 되어 노예로 팔려나가는 일이 잦았기 때문이다. 그러나 이 널리 알려진 어원설은 현대에 일부 학자들의 반론에 직면해 있다.

## 역사
폴란드 고고학자 얀 체카노프스키(폴란드어: Jan Czekanowski), 레온 코즈워프스키(폴란드어: Leon Kozłowski)를 중심으로 한 새 학파들은 원시 슬라브족의 거주지를 오데르강과 비스와강 사이에서 찾게 되었다. 즉, 프리페트강(폴란드어: Prypeć)에서 남쪽으로 내려와 카르파티아산맥, 비스와강, 오데르강, 엘베강, 부크강 상류를 포함하는 더욱 광대한 지역이 원시 슬라브족의 최초의 요람지이며, 여기서 슬라브족은 민족적 형성을 이룬 것으로 보인다. 또, 이 지역에서 슬라브족은 석기 시대를 거친 후 기원전 1300년경부터 시작된 루사티아 문화를 이어받기 시작한 것으로 추정하고 있다. 다른 유럽인들의 인식에 의하면 슬라브는 초기부터 이미 정복당한 상태로 여겨진다.
아틸라와 같은 유목민의 정복, 약탈을 당하던 게르만족이 서유럽으로 떠나자 동방에서 슬라브족이 유목민들의 공격을 피하여 러시아 지역으로 이주해왔다. 하지만 사바르, 아바르, 하자르 카간국들과 같은 유목민들의 정복과 공격은 지속되었고 슬라브족은 노예로서 사방에 팔리게 된다. 그러나 당시 유목민들은 슬라브족을 피지배층화하는데 실패하여 제한된 지배력만을 가졌기에 비록 슬라브족을 노예로 팔거나 가축처럼 몰고 다녔지만 슬라브족을 완전히 복속시키지는 못했다. 유럽의 농경민들도 곧 유목민한테 관리당하여 자신들을 보호할 힘이 없었던 슬라브족의 취약한 상황을 알게 되었고 그들도 슬라브를 빈번히 침략하여 사냥하거나 정복하기 시작했다. 슬라브족이 있는 땅에 진출한 그들은 유목민들과 협력을 하기도 했다. 그러나 이렇게 차별을 받던 슬라브족은 점점 자신들의 정체성에 눈을 떴고 그들의 잠재력을 발휘하여 점점 국가와 문명에 참여했다. 그렇게 점점 힘이 생긴 슬라브인들은 자신을 보호할 수단을 갖게 되어 노예로 잘 팔리지 않게 되었으나 약한 자들은 여전히 노예로 팔렸다.
유목민들이 슬라브인들을 지속적으로 공격하여 노예로 많이 팔기도 했지만 이민족이나 같은 슬라브 지배층 역시 슬라브인들을 노예로 팔았다. 유목민들의 습격은 아마 슬라브인들이 존재하던 시절부터 꽤 오래 지속되었으나 민중사관이나 야사와는 달리 학문적인 추정으론 그 규모가 과장되었을 수도 있으며 흑인 노예 무역과 비슷하게 외부의 노예상들만이 슬라브 노예에 대한 공급을 모두 채운 것은 아닐 수 있다.  러시아의 역사학자 바실리 클류체프스키는 이런 견해를 지지하여 슬라브 노예가 슬라브족을 포함한 러시아 상인들의 주요 수출품이었다고 믿었다. 그에 의하면 슬라브 노예들은 주로 흑해와 볼가-카스 피 지역의 시장에서 거래되었고, 콘스탄티노플에서도 수요가 높았다.
오스만의 튀르크인들 역시 문명을 얻은 후에도 슬라브인들에 대한 노예 사냥을 멈추지는 않았다. 슬라브 노예들은 중동에서 대체로 흑인 노예들보단 나은 대우를 받은 것으로 알려졌으나 주로 무가치하게 생각된 슬라브인들은 심심풀이로 고문과 살해를 당하는 비참한 대우를 받기도 했다.
슬라브 권력층은 오랜 세월 동화되어 혈통은 슬라브여도 조상은 게르만계가 많았고 그들은 종종 게르만계 귀족으로 취급되기도 했다. 그래서 게르만 국가에 슬라브 계통의 귀족이 게르만 귀족 취급을 받는 것도 이상한 일은 아니었으며 러시아 제국조차 외부에서 온 게르만인들이 높은 대우를 받는 것도 이상한 일이 아니었다. 키예프 루스부터 중세, 러시아 제국까지 게르만은 슬라브보다 우월한 특권을 누렸으나 슬라브 민족주의가 성장하면서 1881년 이후 러시아에 살았던 게르만 혹은 그들과 동등하게 대우를 받았던 라틴인 같은 유럽인들은 러시아를 지배하는 귀족들에 의해 특권을 상실당했고 러시아어를 배울 것을 강요당하여 슬라브와 어느 정도 동화되었다. 다른 슬라브 지역들도 시기의 차이는 있으나 슬라브 민족주의에 의해 비슷한 사건들이 진행되었다. 그러나 슬라브를 지배한 이민족 귀족 가문들은 평민들과 달리 딱히 동화되지 않아서 소련 건국과 함께 제거되었으나 외부에 있던 사람들은 당연하게도 사라지지 않았다.

## 문화
서슬라브족은 문화적으로 독일과 유사한 편이며, 동슬라브족은 몽골과 유사한 편이고 남슬라브족은 문화적으로 그리스와 유사한 편이다.

## 종교
서슬라브족인 폴란드인, 슬로바키아인, 크로아티아인과 슬로베니아인은 주로 로마 가톨릭을 믿는다. 일부 서슬라브족은 종교개혁의 영향을 받아 개신교 종파를 따르기도 한다.
반면에 동슬라브족인 러시아인, 벨라루스인, 우크라이나인과, 남슬라브족인 세르비아인, 마케도니아인, 불가리아인 등은 대부분 정교회를 믿는다. 이들 중 소수는 동방 가톨릭 교회라고 하는 정교회와 가톨릭이 혼합된 종교를 믿기도 한다. 정교회가 다수인 국가에서는 주로 교회 슬라브어를 표기하던 키릴 문자를 언어 표기에 사용한다.
한편 남슬라브족들이 거주하던 발칸반도를 오스만 제국이 점령한 역사적 배경을 이유로 오늘날 일부 민족 집단은 이슬람교를 믿고 있는데, 특히 보스니아인을 비롯하여 포마크족(불가리아인 무슬림)과 소수 세르비아인, 아나톨리아 북부의 남슬라브족이 무슬림계 슬라브족 집단의 대다수를 이루고 있다.

## 분류
| - 러시아인 - 리포반 러시아인 - 우크라이나인 - 카자크인 - 루신인(루테니아인) - 렘코인 - 보이코인 - 후출인 - 벨라루스인 - 폴레슈크인(우크라이나인과 벨라루스인 모두) | - 레흐어군 그룹 - 폴란드인 - 마조비아인 - 서폴란드인 - 실레지아인* - 비스툴라인 - 포메라니아인 - 카슈브인 - 슬로빈키아인 - 폴라브인 - 볼히니아인 (Velunzani) - 피리찬인 (Prissani) - 벨레티인 (Wiltzi) - 볼티니아인 - 아보드리테인 (Nortabtrezi) - 실레지아인* - 체코슬로바키아 그룹 - 체코인 - 보헤미아인 - 모라비아인* - 슬로바키아인 - 소르브인 - 밀찬인 (고지소르브인) - 루시티아인 (저지소르브인) | - 불가리아인 - 포마크족 (불가리아인 무슬림) - 유고슬라브인 - 마케도니아인 - 토르베시인 (마케도니아인 무슬림) - 세르비아인 - 보스니아 세르비아인 - 크라쇼바인 - 몬테네그로인* - 고라인 - 보스니아인* - 크로아티아인 - 보스니아 크로아티아인* - 보켈리 크로아티아인 - 부녜브치인* - 야네브치인 - 몰리세 크로아티아인 - 부르겐란트 크로아티아인 - 쇼크치인 - 슬로베니아인 - 카란타니아인 |

## 같이 보기
- 고르드
- 범슬라브색
- 러시아화